# 高镇五
高镇五（1880年—1966年4月14日），河南清丰人，清末秀才、中华民国大陆时期教育家、中华人民共和国官员，第一、二、三届全国人大代表。

## 生平
高镇五出生于清丰县城关镇南关东辛街的书香门第。早年接受传统私塾教育，24岁进秀才。1912年，进入天津单级师范深造。其后，开始担任教职。1926年，在清丰县创办维新小学。后又在保定第二职业学校、开封女师等校任职。抗日战争、第二次国共内战期间，被推选为冀鲁豫边区行署和晋冀豫边区政府临参会参议员。
1949年9月，高镇五以特别邀请人士身份出席中国人民政治协商会议第一届全体会议，被周恩来称为“冀鲁豫边区的老教育家”。时任，平原省人民政府委员和新乡师范学校校长。1954年，当选第一届全国人民代表大会代表。1955年4月，任河南省教育厅厅长，后任河南省政协副主席。1956年成为中国共产党预备党员，1957年受批判，未能在原定的1957年4月转为正式党员。1981年，恢复名誉，经中共河北省委批准，追认其正式党员身份，以1957年4月计。